# Hvidsærk
Hvidsærk (norrønt Hvítserkr) var en af den dansk sagnkonge Regnar Lodbrogs sønner med hans hustru Aslaug Sigurdsdatter.